# The Importance of Being Idle
The Importance of Being Idle è una canzone della band inglese Oasis, estratta come secondo singolo il 22 agosto 2005 da Don't Believe the Truth, sesto album del gruppo.
Scritta e cantata da Noel Gallagher, debuttò direttamente al primo posto nella classifica britannica dei singoli: per la prima volta gli Oasis piazzarono due singoli consecutivi in vetta alla classifica nello stesso anno (il precedente era stato Lyla).
La canzone è stata inserita nel greatest hits del gruppo intitolato Stop the Clocks, uscito nel 2006, e nella raccolta Time Flies... 1994-2009, uscita nel 2010.

## Genesi del brano
Il titolo del brano è tratto dall'omonimo romanzo del 2001 di Stephen Robins, che Noel trovò mentre puliva il garage e che apparteneva alla compagna Sara MacDonald. Noel ha dichiarato che l'espressione "l'importanza di essere pigro" è autobiografica. 
Nell'intervista rilasciata nel 2010, in occasione della pubblicazione della raccolta Time Flies... 1994-2009, il chitarrista ha dichiarato:
(Noel Gallagher, 2010)

## Video
Il videoclip del brano è diretto da Dawn Shadforth, che in precedenza aveva lavorato con Kylie Minogue. Nel video compare l'attore gallese Rhys Ifans, che interpreta il ruolo di un becchino a cui capita di svegliarsi e trovarsi a partecipare al proprio funerale.
Il video, ispirato a quello del brano Dead End Street dei Kinks, rende omaggio ai film neo-realisti inglesi degli anni sessanta. È, infatti, ambientato durante una processione funebre in una città del nord, con Ifans nel ruolo del direttore del funerale di sé stesso. I membri degli Oasis vi compaiono fugacemente.
Candidato al premio Video del decennio di BVT Vision nel 2009, è stato inserito dal voto di 200 000 utenti alla quinta posizione su un totale di venticinque video.
A proposito del video, Ifans ha detto che "è una specie di presa in giro a tutti quei balletti, ce ne sono troppi dei video di musica pop", mentre Noel, nell'intervista rilasciata sul set del video, ebbe a dire:
(Noel Gallagher, 2005)

## Tracce
CD RKIDSCD 31
1. The Importance of Being Idle (Noel Gallagher) - 3:43
2. Pass Me Down the Wine (Liam Gallagher) - 3:51
3. The Quiet Ones (Gem Archer) - 2:01

7" RKID 31
1. The Importance of Being Idle (Noel Gallagher) - 3:43
2. Pass Me Down the Wine (Liam Gallagher) - 3:51

DVD RKIDSDVD 31
1. The Importance of Being Idle - 3:41
2. The Importance of Being Idle (demo) - 3:40
3. The Importance of Being Idle (video) - 4:03
4. The Making Of (Documentary) - 5:22

Promo CD RKIDSCD 31P
1. The Importance of Being Idle (radio edit) - 3:37

## Formazione
- Noel Gallagher - voce, chitarra solista
- Gem Archer - chitarra ritmica, tastiere
- Andy Bell - basso
- Zak Starkey - batteria

## Classifiche
| Classifica (2005) | Posizione massima |
| ----------------- | ----------------- |
| Germania          | 63                |
| Irlanda           | 15                |
| Italia            | 1                 |
| Paesi Bassi       | 84                |
| Regno Unito       | 1                 |
| Svezia            | 40                |
| Svizzera          | 57                |